# Giovanni Bia
Giovanni Bia était un footballeur italien né le 24 octobre 1968 à Parme, Italie. Il évoluait au poste de défenseur central, mesurait 1,78 m et pesait 73 kg. Il est aujourd'hui agent de joueur et travaille notamment pour Federico Macheda, Luca Cigarini et Tiberio Guarente.

## Biographie

### Début de carrière
La carrière de Giovanni Bia débute dans sa ville natale, Parme, dans le club local qui évolue au début des années 1980 entre la Série B et la Série C1. Sa destination suivante est le Pérouse Calcio, évoluant lui entre la Série C1 et la Série C2. Il retourne dans sa région natale quand il apprend la promotion du Parme AC en Série A lors de la saison 1990-91. La suite de sa carrière est elle aussi faite de multiples changements de clubs comme en témoignent les sept clubs qui l'on accueilli entre 1991 et 1998 (Trento, Parme AC de nouveau, Cosenza, SSC Naples, Inter Milan, Udinese Calcio, Brescia Calcio). En 1998, celle-ci se stabilise un peu quand il débarque à Bologne FC 1909 pour trois saisons. C'est essentiellement là qu'il se fera remarqué et qu'il commencera à être sélectionné en équipe d'Italie de football.

### Arrivé de Bia dans leForez
C'est en 2001 que commence l'histoire entre l'ASSE et Giovanni Bia. À l'époque, le club vient juste de redescendre en D2 et Alain Michel en est l'entraîneur. Pendant le mercato estival, ce nouvel entraîneur annonce l'arrivée d'un défenseur central italien, international, ayant joué plus de 200 matchs de Série A. Ce sera Giovanni Bia. Alain Michel : "Giovanni doit s'affirmer comme l'architecte de notre système défensif. C'est notre homme d'expérience. Il dispose d'une bonne couverture et d'une bonne qualité de relance."
Tout le monde voit rapidement en lui le joueur d'expérience (33 ans) et de grande qualité qui permettra aux verts de retrouver rapidement l'élite. Giovanni Bia : "A 32 ans, j'avais l'impression d'avoir fait le tour de la question en Italie et je voulais me remettre en cause. À Saint-Étienne, je vais pouvoir prouver des choses. J'espère faire deux belles saisons sous le maillot vert. L'une en D2 et l'autre en D1. Et pourquoi pas une troisième en Coupe d'Europe !". Mais il en sera autrement...
Le premier match de Bia donnera le ton. Fin juillet 2001, l'ASSE reçoit le FC Istres et Bia marquera un but sur penalty... mais ne pourra empêcher la défaite 1-2 de son nouveau club. La suite de la saison sera terrible avec un flirt constant avec le National et un Giovanni Bia qui ne rassure en rien ses coéquipiers en plus de ses blessures. En effet, sa technique et sa façon d'évoluer libéro derrière la défense n'a que peu d'impact sur le jeu rugueux et physique de la seconde division. Son adaptation en est donc d'autant rendue difficile.
Après l'éviction d'Alain Michel et dans ces conditions, le mercato d'hiver ne jouera pas en sa faveur. Frédéric Antonetti, nouvel entraîneur recrute dès son arrivée un autre défenseur central en la personne d'Eduardo Oliveira. Ce nouveau joueur enverra l'international italien sur le banc ou en milieu de terrain peu convaincant. Cet affront signera la fin de son parcours  avec les verts dès la fin de la saison après seulement 21 apparitions.

### Retour aux racines
En 2002, Bia rejoint la Reggiana AC, club de son pays natal. C'est dans ce club qu'il finira sa carrière de joueur professionnel.

## Statistiques
- Plus de 200 matchs de Série A
- 1er Match en Série A : 05/04/92 : Parme AC 1-1 Cagliari Calcio
- Avec l'ASSE : 20 L2 (1), 3 CF (0), 1 CL (0)